# Pherotesia liciata
Pherotesia liciata är en fjärilsart som beskrevs av Paul Dognin 1911. Pherotesia liciata ingår i släktet Pherotesia och familjen mätare. Inga underarter finns listade i Catalogue of Life.